# Nesopachyiulus madeiranus
Nesopachyiulus madeiranus är en mångfotingart som beskrevs av Jean-Paul Mauriès 1970. Nesopachyiulus madeiranus ingår i släktet Nesopachyiulus och familjen kejsardubbelfotingar. Inga underarter finns listade i Catalogue of Life.